# だるま二郎
だるま 二郎（だるま じろう、1951年10月6日 - ）は、日本の元俳優。本名：前川 次郎（まえかわ じろう）。
広島県安芸高田市出身。広陵高等学校卒業。クレオに所属していた。

## 来歴・人物
山陽国策パルプ岩国工場に勤務していたが、歌手を志していた実兄に影響されて1974年に俳優養成所に入り、体型を見た小島三児によって「だるま二郎」と命名される。
1970年代後半から1980年代前半にかけて俳優として活動し、1976年には『秘密戦隊ゴレンジャー』（NET）に、熊野大五郎/キレンジャー役で出演。
2014年のインタビューでは、第67話の台本を受け取りタイトルが「真赤な特攻!! キレンジャー夕陽に死す」となっていたため、そこで降板を知って落ち込んだと語っている。
『ゴレンジャー』を降板後しばらくは他のキャストとも交流があったが、書籍『秘密戦隊ゴレンジャー&ジャッカー電撃隊大全集』（1988年刊行、講談社）の座談会でのペギー松山役の小牧リサの話によると、「ここ数年は年賀状のやり取りもなくなってしまった」とのことである。
『ゴレンジャー』で関根勤と共演した際に「関根さんが普通の人でよかった。メチャクチャにされると思って怖かったんだ」と発言したという。それに対して関根は、「ちょっとショックでしたね。でも大のオトナを気持ち悪いって思わせるのも、ある意味スゴいのかな（笑）」と語っている。
また、アニメ作品『あしたのジョー2』で声の出演（マンモス西〈西寛一〉役）を務めている。
その後、次第に仕事がなくなり芸能界を引退すると、38歳で単身フィリピンへ渡り、柔道五段の経歴を活かして柔道教室を開いた。翌年に17歳年下のフィリピン人女性と結婚後、長男が誕生し、安定した収入を得るために帰国。
しかし仕事が固定できず、ようやく自動車部品会社の契約社員となり配送ドライバーをしていたが、変形性膝関節症を発症。ステンレス製の人工膝関節を埋め込み、仕事も失ってしまう。さらに特発性拡張型心筋症による呼吸困難に見舞われ、のど仏の下の気管軟骨を切開して気道を確保する緊急手術を受け、一命を取り留めたが満足にしゃべることができなくなった。ついには妻が息子を連れて家を出てしまい、2014年時点は愛知県一宮市で一人暮らしをしながら障害者支援施設に勤務している。妻との間に二男あり。
2010年6月13日に開催された『ゴレンジャー』関連のイベントに当初は出席予定だったが、脳梗塞で入院中のために実現しなかった。入院後も、「13日のイベントに出たいのでそれまでには退院したい」と医者に強く懇願していたとのことである。
2013年4月には、イベント「スーパーフェスティバル」のゲストに『超新星フラッシュマン』のレッドフラッシュ・ジン役の垂水藤太と招かれている。
2014年12月5日放送の『爆報! THE フライデー』では上記の暮らしぶりが紹介され、サプライズで愛知県を訪れた『秘密戦隊ゴレンジャー』の新命明役の宮内洋、同・明日香健二役の伊藤幸雄、同・ペギー松山役の小牧リサと、38年ぶりに再会を果たした。同・海城剛役の誠直也は仕事の都合で不参加だったが、だるまへの手紙を書いており、小牧が代読した。
2025年4月5日、スーパー戦隊シリーズ50周年を記念し、ゴレンジャーの5人が50年ぶりに全員集まってのイベントが開催され、シークレットゲストとしてだるまもトークショーに参加した。
特技は柔道で、講道館五段の腕前。

## 出演

### テレビドラマ
- 仮面ライダーアマゾン 第21話「冷凍ライダーを食べる人食い獣人!」（1975年、MBS） - 作業員 [注釈 1]
- 夜明けの刑事 第22話「花屋の娘が消えた」（1975年、TBS） [注釈 2]
- 俺たちの勲章 第10話「小鳥の審判」（1975年、NTV / 東宝） - 工事作業員
- 太陽にほえろ!（NTV / 東宝）
  - 第167話「死ぬな! テキサス」（1975年） - 作業員
  - 第309話「危険な時期」（1978年） - 港湾作業員
- 俺たちの旅 第2話「男はどこか馬鹿なのです」（1975年、東宝 / NTV）
- 特別機動捜査隊 第726話「兄とその妹」（1975年、NET / 東映）
- 花吹雪はしご一家（1975年 - 1976年、TBS）
- 春一番 第5シリーズ（1976年、CX）
- 秘密戦隊ゴレンジャー 第55話「金色の大将軍! ツタンカーメンの呪い」〜第67話「真赤な特攻!! キレンジャー夕陽に死す」（1976年、NET） - 熊野大五郎 / キレンジャー
- 気まぐれ天使 第6話「君待てど……」（1976年、NTV / ユニオン映画） - 工事作業員
- 大河ドラマ / 花神 第33話「消えた小五郎」、第34話「蔵六上海へ」（1977年、NHK） - 新撰組隊士
- 新選組始末記 第6話「天神橋事件」（1977年、TBS） - 力士
- 祭ばやしが聞こえる 第4話（1977年、NTV）
- 破れ奉行　第25話「闇に消えた三億両」（1977年、ANB）
- 達磨大助事件帳 第13話「雪絵危機一髪」（1978年、ANB）
- 大追跡 第2話「狙撃者の目が光る」（1978年、NTV / 東宝） - バー「LiLA」マスター
- 気まぐれ本格派 第26話「結婚写真を撮らないで!!」（1978年、NTV / ユニオン映画） - タクシー運転手
- オレの愛妻物語 第4話（1978年、NTV） - 黒岩の仲間
- 江戸の鷹 御用部屋犯科帖 第28話「秘境！斑尾八人の尼僧」（1978年、ANB）
- 土曜ドラマ / 松本清張シリーズ・火の記憶（1978年、NHK）
- 西遊記 第12話「御三家妖怪 追放作戦」（1978年、NTV） - 徐
- 西遊記II 第20話「燃えた屏風の七福神」（1980年、NTV）
- 同心部屋御用帳 江戸の旋風IV 第17話「若い狼たち・哀愁編」（1979年、CX）
- 新五捕物帳（NTV / ユニオン映画）
  - 第57話「津和野かげろう」（1979年） - 無頼漢
  - 第186話「幼馴染みの別れ」（1982年）
- 熱中時代 刑事編 第7話「サヨナラ! タケシ」（1979年、NTV） - 救急隊員
- 大空港 第46話「古傷・バクダン刑事に火がついた!」（1979年、CX） - 建設現場監督
- 噂の刑事トミーとマツ 第13話「銭湯でタイホ 刑事も裸 犯人も裸」（1980年、TBS） - 靴磨きの客（チンピラ）
- 鬼平犯科帳 (萬屋錦之介) 第1シリーズ 第11話「剣客」（1980年、ANB / 中村プロ） - 殿貝の市兵衛（大坂屋飯炊き）
- 西部警察（ANB / 石原プロ）
  - 第18話「俺たちの闘い」（1980年） - 寿司屋
  - 第103話「強攻突破」（1981年） - タクシー運転手
- 旅がらす事件帖 第4話「俺もお前もはぐれ鳥」（1980年、KTV）
- 刑事犬カールII（1981年、TBS）
- 大江戸捜査網 第412話「意地悪婆さん、危機一髪」（1981年、12ch）
- 陽あたり良好! 第12話「世話のやける大人たち」（1982年、NTV）
- 同心暁蘭之介 第42話「忍びの女」（1982年、NTV）
- 土曜ワイド劇場 / 松本清張の寒流（1983年、ANB）

### 映画
- がんばれ!若大将（1975年、東宝）
- 激突!若大将（1976年、東宝）
- 秘密戦隊ゴレンジャー 爆弾ハリケーン!（1976年、東映） - 熊野大五郎 / キレンジャー
- 金田一耕助の冒険（1979年、東映） - 記者B

### テレビアニメ
- あしたのジョー2（1980年 - 1981年、NTV） - 西寛一[13]